# Барон Дормер

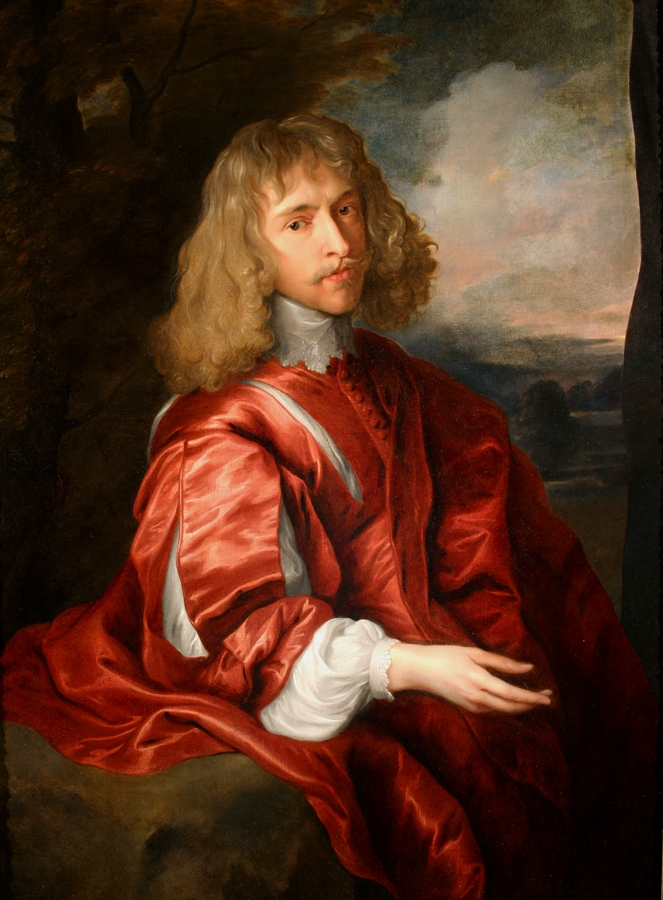
Роберт Дормер, 1-й граф Карнарвон, 1-й виконт Аскотт, 2-й барон Дормер

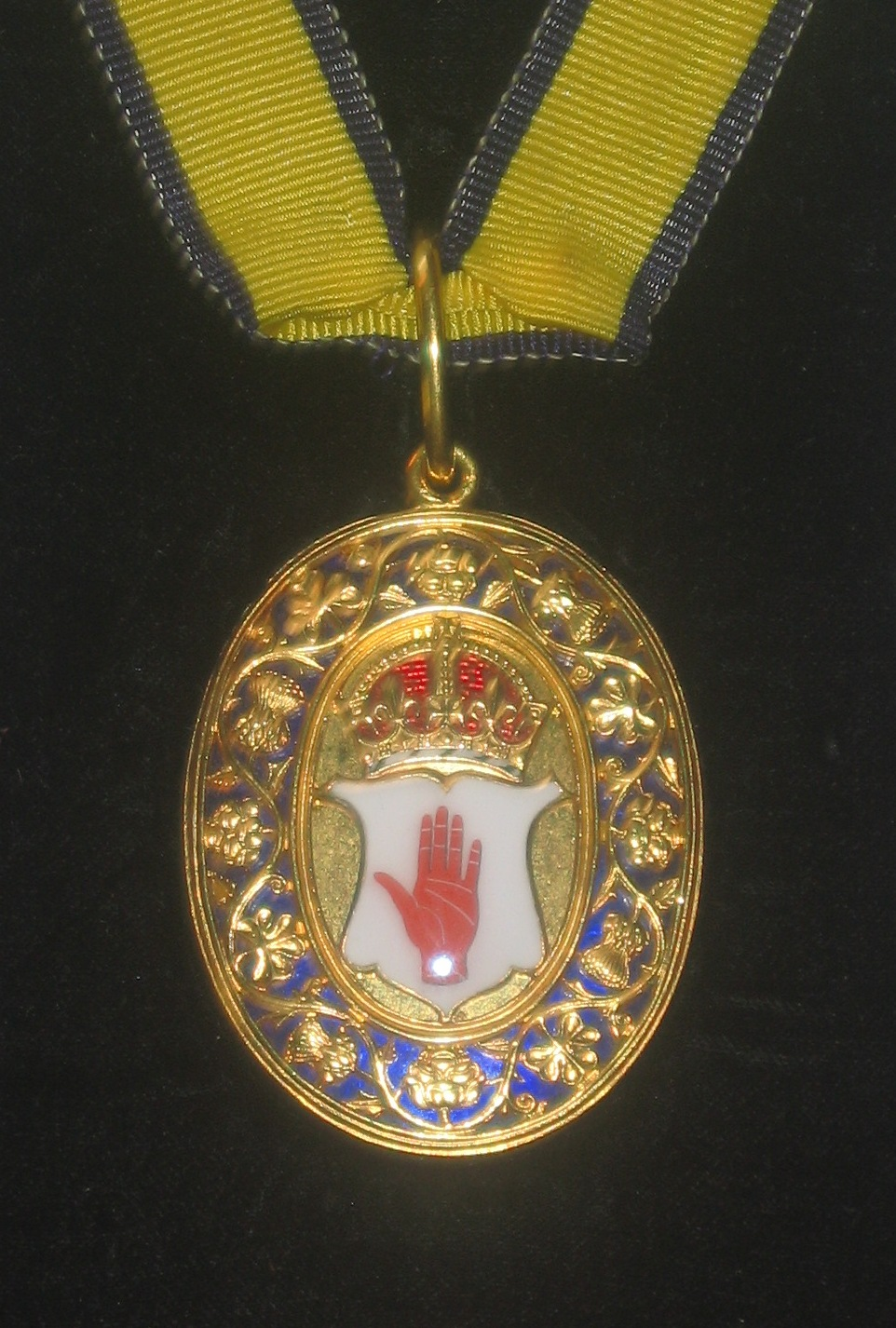
Знак «баронета»

Барон Дормер из Винга в графстве Бакингемшир — наследственный титул пэра Англии. Он был создан 30 июня 1615 года для сэра Роберта Дормера, 1-го баронета (1551—1616). 10 июня 1615 года он также получил титул баронета из Винга (графство Бакингемшир).
Его внук, Роберт Дормер, 2-й барон Дормер (1610—1643), в 1628 году получил титулы виконта Аскотта в графстве Хертфордшир и графа Карнарвона. Он был видным военачальником роялистов во время Гражданской войны в Англии, погиб в битве при Ньюбери. Ему наследовал старший сын, Чарльз Дормер, 2-й граф Карнарвон, 3-й барон Дормер (1632—1709). После его смерти титулы виконта Аскотта и графа Карнарвона пресеклись. Однако баронский титул унаследовал его троюродный брат, Роуленд Дормер, 4-й барон Дормер (1651—1712). Он был сыном Роберта Дормера и внуком Энтони Дормера, второго сына 1-го барона Дормера. В 1712 году после смерти Роуленда титул барона унаследовал его троюродный брат Чарльз Дормер, 5-й барон Дормер (1668—1728). Он был сыном Чарльза Дормера и внуком Роберта Дормера, третьего сына 1-го барона Дормера. Ему наследовал его старший сын от второго брака, Чарльз Дормер, 6-й барон Дормер (ум. 1761). Он был римско-католическим священником. После его смерти титул перешел к его младшему брату, Джону Дормеру, 7-му барону Дормеру (1691—1785).
Его внук, Джон Эвелин Дормер, 10-й барон Дормер (1771—1826), который в 1819 году наследовал своему сводному брату Чарльзу, отказался от католичества и перешел в англиканство, заняв своё место в Палате лордов. Ему наследовал двоюродный брат, Джозеф Тадеуш Дормер, 11-й барон Дормер (1790—1871). Он был сыном генерала Джона Дормера (1730—1795), второго сына 7-го барона Дормера. Барон Дормер служил в австрийской армии.
Его правнук Джеффри Генри Дормер, 17-й барон Дормер (1920—2016), который наследовал своему троюродному брату в 1995 году.
В 2024 году титул принадлежит его сыну, Уильяму Роберту Дормеру, 18-му барону Дормеру (род. 1960), офицер британского флота в отставке, который наследовал своему отцу в 2016 году. Наследником титула является его старший сын Уильям Дормер (род. 1995)

## Бароны Дормер (1615)
- 1615—1616: Роберт Дормер, 1-й барон Дормер (26 января 1551 — 8 ноября 1616), сын Уильяма Дормера (1503—1575);
- 1616—1643: Роберт Дормер, 2-й барон Дормер (1610 — 20 сентября 1643), сын сэра Уильяма Дормера (ум. 1616), внук 1-го барона Дормера, с 1628 года — граф Карнарвон и виконт Аскотт.

## Графы Карнарвон (1628)
- 1628—1643: Роберт Дормер, 1-й граф Карнарвон и 2-й Барон Дормер (1610 — 20 сентября 1643), сын Уильяма Дормера и внук Роберта Дормера, 1-го барона Дормера;
- 1643—1709: Чарльз Дормер, 2-й граф Карнарвон и 3-й Барон Дормер (25 октября 1632 — 29 ноября 1709), старший сын предыдущего.

## Бароны Дормер (1615)
- 1709—1712: Роуленд Дормер, 4-й Барон Дормер (1651 — 27 сентября 1712), сын Роберта Дормера и правнук Роберта Дормера, 1-го барона Дормера;
- 1712—1728: Чарльз Дормер, 5-й Барон Дормер (1668 — 2 июля 1728), сын Чарльза Дормера и правнук Роберта Дормера, 1-го барона Дормера;
- 1728—1761: Чарльз Дормер, 6-й Барон Дормер (умер в 7 марта 1761), старший сын предыдущего;
- 1761—1785: Джон Дормер, 7-й Барон Дормер (2 июня 1691 — 7 октября 1785), младший сын 5-го барона Дормера;
- 1785—1804: Чарльз Дормер, 8-й Барон Дормер (30 апреля 1725 — 30 марта 1804), старший сын предыдущего;
- 1804—1819: Чарльз Дормер, 9-й Барон Дормер (10 января 1753 — 2 апреля 1819), старший сын предыдущего;
- 1819—1826: Джон Эвелин Пирпойнт Дормер, 10-й Барон Дормер (март 1771 — 9 декабря 1826), младший сын 8-го барона Дормера;
- 1826—1871: Джозеф Таддеуш Дормер, 11-й Барон Дормер (1 июня 1790 — 5 июля 1871), сын генерала Джона Дормера (1730—1795) и внук 7-го барона Дормера;
- 1871—1900: Джон Баптист Джозеф Дормер, 12-й Барон Дормер (22 мая 1830 — 22 декабря 1900), старший сын предыдущего;
- 1900—1920: Роланд Джон Дормер, 13-й Барон Дормер (24 ноября 1862 — 9 февраля 1920), старший сын генерал-лейтенанта Джеймса Дормера (1834—1893) и внук 11-го барона Дормера;
- 1920—1922: Чарльз Джозеф Фаддей Дормер, 14-й Барон Дормер (24 февраля 1864 — 4 мая 1922), младший сын Джеймса Дормера и внук 11-го барона Дормера;
- 1922—1975: Чарльз Уолтер Джеймс Дормер, 15-й Барон Дормер (20 декабря 1903 — 27 августа 1975), старший сын предыдущего;
- 1975—1995: Джозеф Спенсер Филип Дормер, 16-й Барон Дормер (4 сентября 1914 — декабрь 1995), младший сын 14-го барона Дормера;
- 1995—2016: Джеффри Генри Дормер, 17-й Барон Дормер (13 мая 1920 — 10 мая 2016), младший сын капитана Эдварда Генри Дормера (1870—1943), внук Губерта Фрэнсиса Дормера (1837—1913) и правнук 11-го барона Дормера;
- 2016 — настоящее время: Уильям Роберт Дормер, 18-й Барон Дормер (род. 8 ноября 1960), старший сын предыдущего;
  - Наследник: достопочтенный Хьюго Эдвард Джеффри Дормер (род. 7 июля 1995), единственный сын предыдущего.